# مسجد ميرزا موسى
مسجد ميرزا موسى هو مسجد تاريخي يعود إلى عصر القاجاريين، ويقع في طهران.